# Pompa di calore elio-assistita

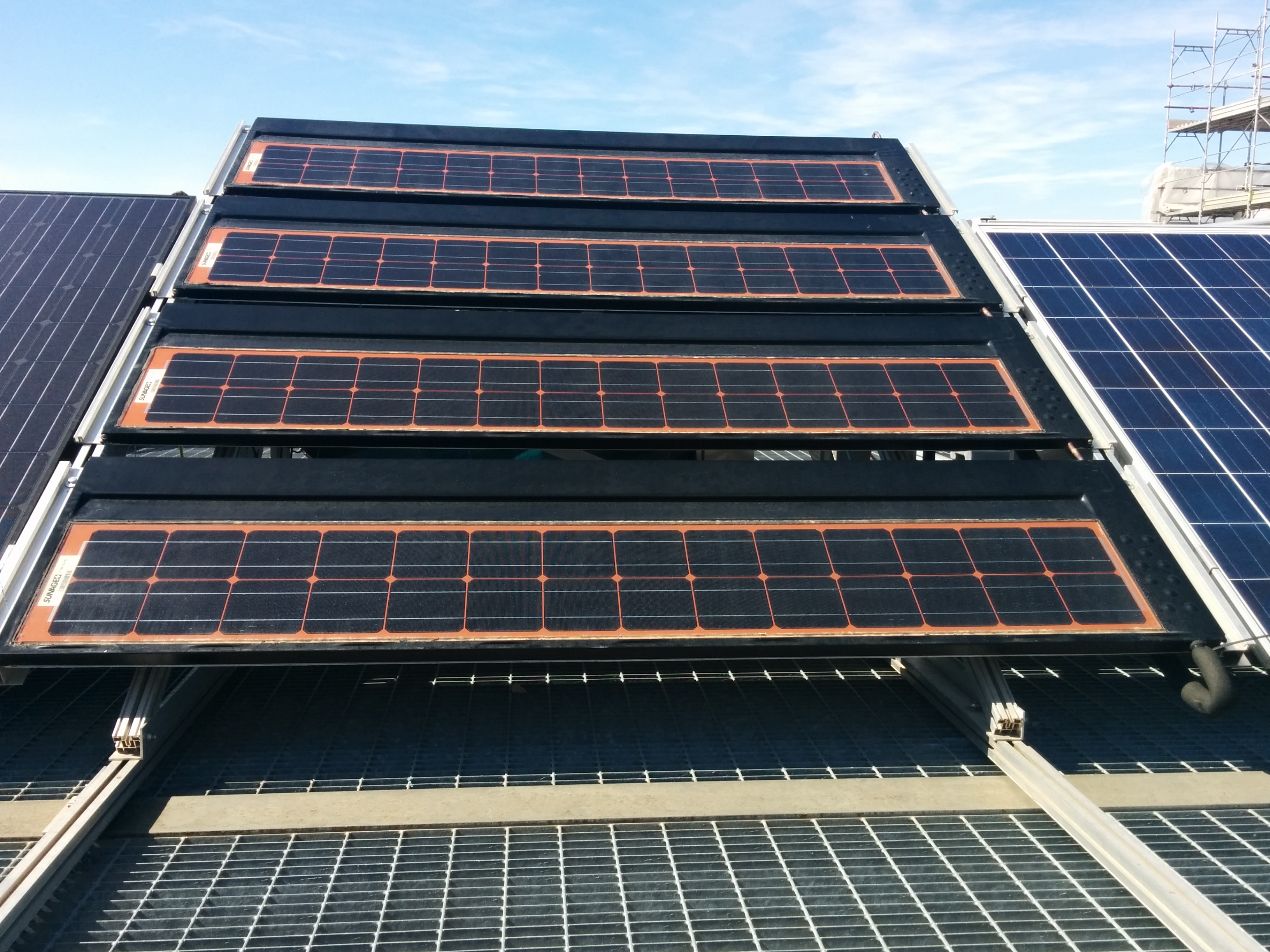
Pannelli ibridi fotovoltaici-termici di una pompa di calore elio-assisitita in un impianto sperimentale presso il Dipartimento di Energia del Politecnico di Milano

La pompa di calore elio-assistita è una macchina che vede l'integrazione di una pompa di calore e di pannelli solari termici in un unico sistema integrato. Normalmente queste due tecnologie vengono impiegate separatamente (o al più ponendole in parallelo) per produrre ACS (acqua calda sanitaria) e riscaldamento. In questo sistema il pannello solare termico svolge la funzione di fonte di calore a bassa temperatura e il calore prodotto viene utilizzato per alimentare l'evaporatore della pompa di calore. L'obiettivo è quello di ottenere COP elevati e quindi produrre energia in modo più efficiente e meno costoso.
È possibile l'impiego di una qualsiasi tipologia di pannello solare termico (sheet and tubes, roll-bond, heat pipe, piastre termiche) o ibrido (mono/poli-cristallino, a film sottile) in abbinamento alla pompa di calore. L'utilizzo di un pannello ibrido risulta preferibile perché permette di coprire una parte della richiesta elettrica della pompa di calore, andando così a ridurre il consumo elettrico e conseguentemente i costi di esercizio del sistema.

## Ottimizzazione
L'ottimizzazione del funzionamento di questo sistema risulta essere il problema principale, poiché si riscontrano andamenti opposti delle prestazioni dei due sotto-sistemi: a titolo di esempio, andando ad abbassare la temperatura di evaporazione del fluido di lavoro si ottiene un aumento del rendimento termico del pannello solare ma una diminuzione delle performance della pompa di calore, con un calo del COP. L'obiettivo che viene normalmente posto per l'ottimizzazione è la minimizzazione del consumo elettrico della pompa di calore, oppure dell'energia primaria richiesta da una eventuale caldaia ausiliaria atta a soddisfare il carico non coperto dalla fonte rinnovabile.

## Configurazioni
Esistono due possibili configurazioni di questo sistema, che si distinguono per la presenza o meno di un fluido intermedio che trasporta il calore dal pannello alla pompa di calore. Le macchine dette "ad evaporazione indiretta" utilizzano prevalentemente acqua come fluido termovettore, miscelata ad un fluido antigelo (normalmente glicole) per evitare fenomeni di formazione di ghiaccio durante i mesi invernali. Le macchine denominate "ad evaporazione diretta" immettono il fluido refrigerante all'interno del circuito idraulico del pannello termico, dove avviene il passaggio di stato. Questa seconda configurazione, anche se più complessa dal punto di vista impiantistico, permette di avere diversi vantaggi:
- un migliore trasferimento del calore prodotto dal pannello termico al fluido di lavoro e un conseguente maggiore rendimento termico dell'evaporatore per l'assenza di fluidi intermedi;
- la presenza di un fluido evaporante permette di avere una distribuzione di temperatura uniforme nel pannello termico con un conseguente aumento del rendimento termico di quest'ultimo (in condizioni di funzionamento tradizionale del pannello solare, il rendimento termico locale peggiora dall'ingresso all'uscita del fluido perché la temperatura del fluido aumenta);
- nel caso di impiego di un pannello solare ibrido, in aggiunta al vantaggio illustrato nel punto precedente, si ha anche un aumento del rendimento elettrico del pannello (per considerazioni analoghe).

## Confronti
In generale l'utilizzo di questo sistema integrato risulta essere un modo efficiente per sfruttare il calore prodotto dai pannelli termici nei mesi invernali, che normalmente non verrebbe utilizzato perché risulta essere a troppo bassa temperatura.

### Sistemi di produzione distinti
Rispetto al solo utilizzo della pompa di calore è possibile ridurre la quantità di energia elettrica consumata dalla macchina man mano che le condizioni atmosferiche evolvono dalla stagione invernale a quella primaverile, per poi infine utilizzare unicamente i pannelli solari termici per produrre tutto il fabbisogno di calore richiesto (questo solo nel caso di macchina ad evaporazione indiretta), risparmiando in questo modo sui costi di esercizio.
In confronto con un sistema con soli pannelli termici, è possibile garantire il soddisfacimento di una parte maggiore del fabbisogno termico invernale di una utenza termica utilizzando una fonte di energia non fossile.

### Pompe di calore tradizionali
Rispetto alle pompe di calore geotermiche il vantaggio principale risiede nel fatto che non è necessaria l'installazione di tubazioni nel terreno, che si traduce in un costo di investimento minore (nel costo di investimento di una pompa di calore geotermica il 50% circa è dato dai costi di perforazione) e in maggiori possibilità di installazione della macchina, anche in zone in cui si ha poca disponibilità di spazio. Inoltre non ci sono rischi legati al possibile impoverimento termico del terreno. Di contro, analogamente a come avviene per le pompe ad aria, le performance della pompa elio-assistita risentono, anche se in misura minore, delle condizioni atmosferiche.
Rispetto alle pompe di calore ad aria, come già accennato, è presente una variazione meno significativa delle condizioni di funzionamento (che dipendono dall'irraggiamento e non dalla temperatura dell'aria); questo si traduce in un maggiore SCOP (COP stagionale). In aggiunta a questo, la temperatura di evaporazione del fluido refrigerante è più alta rispetto al caso ad aria, per cui in generale il coefficiente di prestazione è sensibilmente più alto.

## Funzionamento a basse temperature
Il funzionamento della pompa di calore elio-assistita a temperature di evaporazione inferiori alla temperatura ambiente genera un conseguente abbassamento della temperatura dei pannelli termici sotto tale temperatura; in questa condizione le perdite termiche dei pannelli verso l'ambiente diventano energia aggiuntiva sfruttabile in modo completamente gratuito. In questa condizione è possibile che il rendimento termico di tali pannelli superi l'unità.
Un altro contributo che si aggiunge in queste condizioni di basse temperature è legato alla possibile condensa del vapore acqueo sulla superficie dei pannelli, che fornisce un calore aggiuntivo al fluido termovettore circolante (normalmente di piccola entità), pari al calore latente di condensazione.

## Schemi di impianto ibridi
La pompa di calore elio-assistita semplice ha come fonte di calore per l'evaporatore i soli pannelli solari; possono esistere anche configurazioni con una fonte di calore aggiuntiva. L'obiettivo è quello di avere ulteriori vantaggi dal punto di vista energetico ma di contro la gestione e l'ottimizzazione del funzionamento dell'impianto diventano ulteriormente più complessi.
L'assetto geotermico-solare permette di dimensionare un campo di sonde più piccolo (minor investimento) e di avere una rigenerazione del terreno durante i mesi estivi tramite il calore raccolto dai pannelli termici.
L'assetto aria-solare permette di avere un apporto termico comunque adeguato anche durante le giornate nuvolose, mantenendo il sistema compatto e di facile installazione.